# Bánh ngọt
Bánh ngọt hay bánh ga-tô (phương ngữ miền Bắc, bắt nguồn từ gâteau trong tiếng Pháp) là một thuật ngữ chung cho bánh có nguồn gốc từ phương Tây. Bánh một dạng thức ăn ngọt làm từ bột mì, đường và các thành phần khác, thường được nướng. Trong các hình thức lâu đời nhất của họ, bánh là sửa đổi từ bánh mì, nhưng hiện bao gồm một loạt các chế phẩm có thể đơn giản hoặc phức tạp, và chia sẻ các tính năng với các món tráng miệng khác như bánh pastry, bánh trứng đường, bánh trứng, bánh bông lan và bánh nướng.
Các thành phần bánh được sử dụng phổ biến nhất bao gồm bột, đường, trứng, bơ hoặc dầu hoặc bơ thực vật, một chất lỏng và các chất men, như baking soda hoặc bột nở. Các thành phần bổ sung và hương liệu phổ biến bao gồm đồ khô, kẹo, hoặc trái cây tươi, các loại hạt, ca cao và chiết xuất như vani, với nhiều thay thế cho các thành phần chính. Bánh cũng có thể được làm đầy với chất bảo quản trái cây, các loại hạt hoặc các loại sốt tráng miệng (như kem bánh ngọt), đá lạnh với kem bơ hoặc các loại kem khác, và được trang trí với bánh hạnh nhân (marzipan), đường viền trang trí bánh (piped borders) hoặc kẹo trái cây.

## Các loại bánh ngọt phương Tây
Các loại bánh kẹo phương Tây được phân loại theo truyền thống là bánh pastry (tiếng Pháp: pâtisserie), mứt kẹo (tiếng Pháp: confiserie), kem nước đá (tiếng Pháp: glacerie).

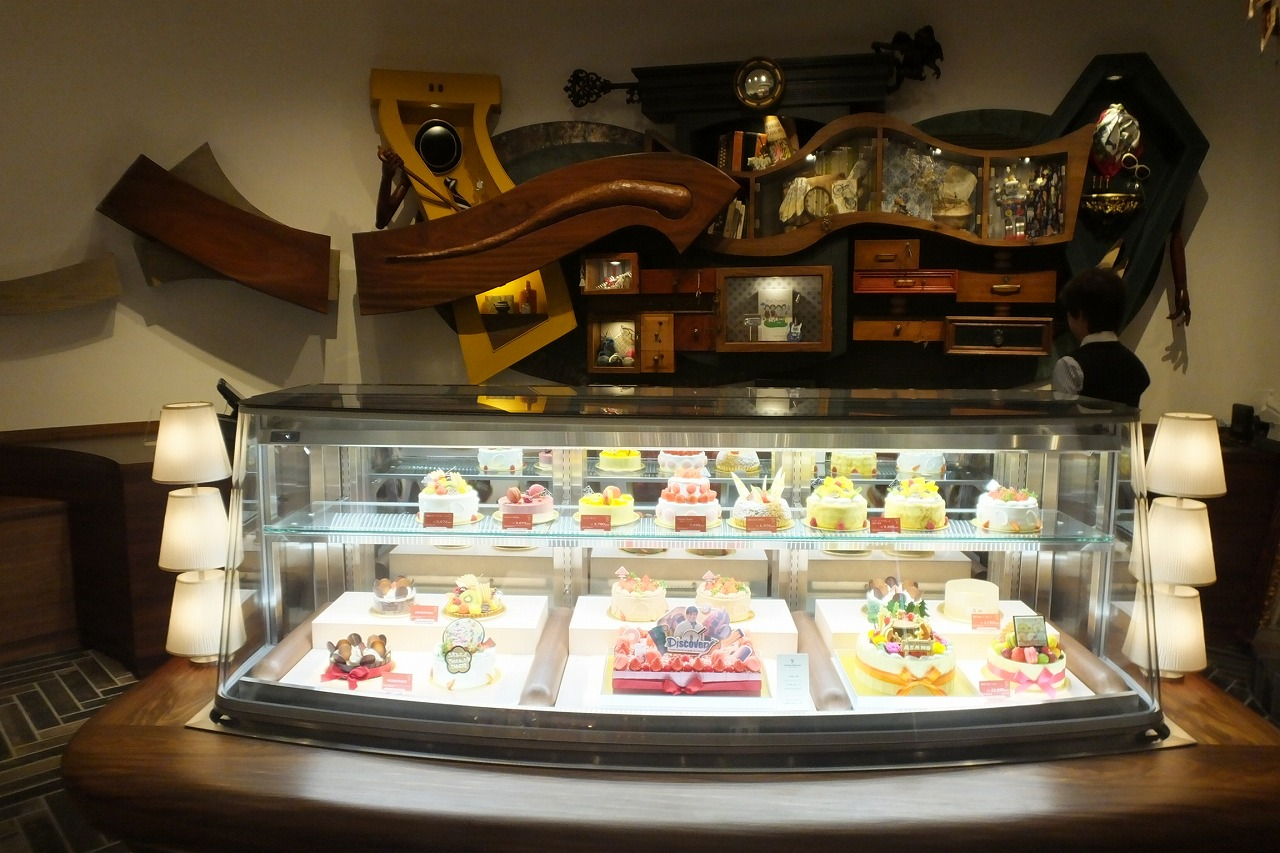
Bên trong cửa hàng bánh ngọt Patisserie (Patissier eS koyama)

Patisserie là loại bánh bột nhào làm từ bột mì, trứng, sữa, đường, v.v. làm nguyên liệu chính và được làm thành bột bằng nhiều phương pháp sản xuất khác nhau, và sau đó được hoàn thành bằng cách thêm kem, mứt, v.v. Ví dụ cụ thể bao gồm bánh gatô, bánh pie, bánh tart, bánh pudding, bánh crepe, bánh su kem và bánh quy. Mặc dù không sử dụng bột mì, bánh macaron làm bột từ hạnh nhân và quả phỉ, bánh trứng đường từ bột lòng trắng trứng, mousse cũng được gọi là bánh kẹo làm món tráng miệng, thạch, bavarois, bánh pudding và các món tráng miệng đông lạnh khác cũng được coi là patisserie.
Mứt kẹo bao hàm loại bánh kẹo đường, và nó là một loại bánh kẹo sử dụng đường làm thành phần chính của nó, và bánh kẹo được làm bằng cách sử dụng các đặc tính của đường. Cụ thể là các loại bánh kẹo như drops, nougat, caramel, marshmallow, kẹo cao su, sô cô la, các loại hạt bọc kẹo, gồm kẹo hoa quả như marron glacé (kẹo bọc hạt dẻ đươc tráng lớp xi-rô đường bên ngoài, có nguồn gốc ở miền bắc Ý và miền Nam nước Pháp) và hầu hết trong số chúng được sản xuất tại nhà máy trong thời đại hiện nay. Sô cô la (tiếng Pháp: chocolaterie) trở thành là một bộ phận độc lập. Grasley là món tráng miệng, bánh kẹo đông lạnh như kem lạnh và sorbet.
Các thuật ngữ "patisserie" và "confiserie" cũng là các thuật ngữ tương tự tên của các cửa hàng bánh kẹo bày bán các loại bánh kẹo này. Ở châu Âu, "confiserie" tách khỏi "patisserie" vào thế kỷ 18 và trở thành một ngành công nghiệp độc lập. Ngoài ra, đồ ngọt phương Tây thuộc về đồ ăn nhẹ được phát triển chủ yếu ở Mỹ (tiếng Anh: snack). Một bữa ăn nhẹ thay thế bằng đồ ăn vặt với muối làm nguyên liệu thô như khoai tây chiên, bắp rang bơ, v.v.
Tại Nhật Bản, tiêu chuẩn phân loại tương tự như bánh kẹo Nhật Bản là bánh kẹo thô, bánh nướng chưa chín hẳn hoặc bánh kẹo khô theo quan điểm về thời hạn sử dụng, độ ẩm của bánh kẹo. Bánh kẹo thô không phải là bánh kẹo không qua nhiệt, mà là bánh kẹo có hàm lượng nước cao, nói chung là bánh kẹo có hàm lượng nước từ 30% trở lên. Phần lớn các loại bánh patisserie như shortcake, pound cake, bánh su kem, thạch và bavarois là "fresh sweets", còn "patisserie" đôi khi được sử dụng để chỉ đồ ngọt phương Tây nói chung. Bánh kẹo khô thường có hàm lượng nước từ 10% trở xuống, và bao gồm các loại bánh kẹo như sô cô la, kẹo và kẹo cao su, cũng gồm các loại bánh nướng như bánh quy và "leaf pies". Các loại bánh nướng chưa chín hẳn thuộc nhóm giữa, một số loại bánh bông lan và "candied cake" được xếp vào bánh kẹo phương Tây.

## Lịch sử
Thuật ngữ "cake" có một lịch sử lâu dài. Bản thân từ này có nguồn gốc từ người Viking, từ chữ "kaka" trong tiếng Bắc Âu cổ. Có thể nói, người Ai Cập cổ chính là Ông tổ của ngành bánh vì có nhiều bằng chứng khoa học chứng minh về kỹ năng nướng bánh của họ có từ rất sớm. Bánh lúc đầu được dùng bột nhào nặn nên, sau đó được làm ẩm bằng phương pháp thiên nhiên, nén lại và nướng trên đá nóng – lúc này bánh ngọt có thể gọi nôm na là bánh mì không lên men.
Đến giữa thế kỷ 17 thì tiền thân của những chiếc bánh ngày nay mới chính thức xuất hiện ở Châu Âu. Ban đầu, để làm bánh không có nhiều khuôn như bây giờ. Bột được dàn lên mặt phẳng và để vào lò nướng là phương pháp thông dụng nhất. Sau đó, khuôn bánh ra đời, ban đầu được làm bằng giấy, kim loại hay gỗ... Mãi sau này, thì khuôn bánh với đủ hình dạng, chất liệu như hiện nay mới xuất hiện.
Bánh ngọt thời gian đầu hao hao với bánh mì, bánh không bông xốp nhiều. Nhưng đến giữa thế kỷ 19, sự phát minh của bột nổi đã làm thay đổi quan niệm của cả thế giới về bánh ngọt. Bánh ngọt bông xốp hơn, làm ra cũng dễ dàng hơn. Hơn nữa, bánh ngọt còn có thêm nhiều lớp, có thêm kem đường, kem tươi... trang trí như ngày nay, mà đỉnh cao chính là những chiếc bánh sinh nhật mà chúng ta thường thấy.
Từ "cake" của bánh ngọt và đơn cử là bánh Âu có lịch sử rất lâu dài, từ thời Viking. "Cake" dùng để gọi một loại thức ăn được làm ra từ bột, và nhất định là phải ngọt (bằng đường hay mật ong), được trộn với trứng, có thêm chất béo (như bơ, sữa..) và chắc chắn phải nở lên trong quá trình nướng.
Ở các nước Châu Á, bánh ngọt truyền thống kiểu phương Tây cũng được du nhập nhưng trễ hơn (bên cạnh các loại bánh ngọt truyền thống của từng nước). Ví dụ như bánh sponge cake của Nhật chính là sự kết hợp cách làm Gateaux của phương Tây, nhưng gia giảm các nguyên vật liệu béo đi để thích hợp với khẩu vị người Á Đông.
Người Hy Lạp cổ đại gọi là bánh πλκ (plakous), có nguồn gốc từ chữ "phẳng", πλακόεις (plakoeis). Nó được nướng bằng bột trộn với trứng, sữa, các loại hạt và mật ong. Họ cũng có một chiếc bánh gọi là "satura", đó là một chiếc bánh nặng bằng phẳng. Trong thời kỳ La Mã, tên của bánh trở thành "nhau thai" bắt nguồn từ thuật ngữ Hy Lạp. Một nhau thai được nướng trên một cơ sở bánh ngọt hoặc bên trong một bánh ngọt. Người Hy Lạp đã phát minh ra bia như một loại men, chiên rán trong dầu ô liu và bánh phô mai sử dụng sữa dê. Ở Rome cổ đại, bột bánh mì cơ bản đôi khi được làm giàu với bơ, trứng và mật ong, tạo ra một loại bánh ngọt và giống như bánh nướng. Nhà thơ Latinh Ovid nói đến bữa tiệc sinh nhật và chiếc bánh của anh trai mình trong cuốn sách lưu vong đầu tiên, Tristia.
Những chiếc bánh đầu tiên ở Anh cũng chủ yếu là bánh mì: sự khác biệt rõ ràng nhất giữa "bánh" và "bánh mì" là hình dạng tròn, phẳng của bánh và phương pháp nấu, lật bánh một lần trong khi nấu, trong khi bánh mì được đặt thẳng đứng trong suốt quá trình nướng.
Bánh bông lan với nguyên liệu từ bột mì, bột nở với trứng đánh, có nguồn gốc từ thời Phục hưng, có thể nó ra đời ở Tây Ban Nha. Bánh bông lan được phủ trong kem tươi rất phổ biến trong ẩm thực Mỹ trong những năm 1920 và 1930. Kết cấu tinh tế của bánh bông lan và bánh thực phẩm thiên thần, và sự khó khăn trong quá trình chuẩn bị, có nghĩa là những chiếc bánh này đắt hơn bánh nướng hàng ngày. Tại phòng trà Frances Virginia lịch sử ở Atlanta, bánh bông lan có nhân kem chanh được phục vụ, trong khi Crumperie của thành phố New York không chỉ phục vụ cả bánh mà còn cả bánh xốp nướng.
Biến thể về chủ đề của một chiếc bánh dỡ bỏ, một phần hoặc toàn bộ, bằng đường hàng không bị mắc kẹt trong các tồn tại bột trong hầu hết các nơi châu Âu patisserie có lây lan, trong đó có "plava" Anglo-Do Thái, Ý génoise, người Bồ Đào Nha Pao-de- ló, và pan di Spagna của Ý có thể là tổ tiên ("bánh mì Tây Ban Nha").
Về món tráng miệng thì uy tín nhất như Ý có tiramisu và kem gelato cũng có tầm nhìn mạnh mẽ, và bánh kiểu phương Tây còn lại trong Đức có bánh Black Forest, Hoa Kỳ có cupcakes, Nhật Bản quả nước ngoài nước đánh giá cao cá nhân Đặc điểm. Theo truyền thống ở Anh, bánh được phục vụ với đồ uống nóng như trà đen, trà với sữa và cà phê, và được phục vụ trong bữa trà chiều.
Vì đường là một sản phẩm xa xỉ trong xã hội phương tây trước thế kỷ 19, nó chỉ là bằng sáng chế của giới thượng lưu. Món tráng miệng sẽ được coi là biểu tượng của giới quý tộc, vì vậy món tráng miệng có một vị thế nhất định trong thực phẩm phương Tây, phần còn lại của bánh ngọt là thực phẩm của người dân thường; Vì đường sau này được sử dụng rộng rãi, món tráng miệng cũng được phổ biến và phát triển nhiều đặc điểm khác nhau.

### Việt Nam
Tại Việt Nam, có lẽ bánh kẹo phương Tây du nhập vào năm 1954 trong thời kỳ kháng chiến chống Pháp. Công ty Cổ phần Tràng An tiền thân là Xí nghiệp Công tư hợp doanh Bánh Mứt Kẹo Hà Nội, từ sau giải phóng thủ đô và được thành lập Xí nghiệp quốc doanh năm 1964.
Năm 1975 tách ra thành 2 xí nghiệp: Xí nghiệp Bánh Mứt Kẹo Hà Nội (thuộc Công ty Thương nghiệp Hà Nội) và Xí nghiệp Kẹo Hà Nội (thuộc Cục Công nghiệp Hà Nội).
Tràng An chính là một phân nhánh được nối tiếp phát triển từ Xí nghiệp kẹo Hà Nội (1975), Nhà máy kẹo Hà Nội (1989), Công ty Bánh kẹo Tràng An (1991) Ngày 1/10/2004 (sau 40 năm phát triển), công ty đã chuyển đổi sang mô hình công ty cổ phần với 51% vốn điều lệ thuộc Thành phố Hà Nội quản lý. Cho tới ngày nay, những hãng bánh kẹo ngoài Tràng An hay Xí nghiệp bánh mứt kẹo Hà Nội có thể kể đến là Kinh Đô, Hải Hà, Hữu Nghị,...
Ngày nay, các công ty chế biến bánh mứt kẹo Việt Nam có thể kể đến như Kinh Đô,  Bibica, Hải Châu, Biscafun, Hải Hà Kotobuki, Orion Vina,...

### Nhật Bản
Tại Nhật Bản, bánh ngọt được gọi là Yogashi 洋菓子 (ようがし; Hán Việt: Dương quả tử) sử dụng để phân biệt với đồ ngọt truyền thống. Từ thời Minh Trị, nhiều đồ ngọt kiểu phương Tây đã được du nhập đến Nhật Bản 
Thế kỷ 16 ở Hà Lan và Bồ Đào Nha (gọi là thời mậu dịch Nanban), giai đoạn ngoại thương giữa Nhật Bản và Châu Âu phát triển thịnh vượng, món ngọt Châu Âu bắt đầu du nhập vào Nhật Bản. Khi truyền đạo trên các con phố, các nhà truyền giáo Châu Âu đã mang bánh kẹo phát cho dân chúng.
Sau thời kỳ Azuchi-Momoyama, hoạt động giao thương giữa Nhật Bản với nước ngoài bắt đầu. Từ đó các loại bánh của Hispania (Bồ Đào Nha) hay Tây Ban Nha cũng đến Nhật Bản. Từ đó các loại bánh kẹo và bánh mì phong phú đã được mang tới. Đồng thời món ngọt theo phong cách Tây Âu của riêng Nhật Bản cũng xuất hiện.
Ngay cả đối với đồ ngọt có nguồn gốc từ phương Tây như castella và boro đã được các nhà truyền giáo du nhập vào Nhật trong thế kỷ 16, chẳng hạn như Hà Lan và Bồ Đào Nha. Kẹo Nanban như Konpeito thường được coi là đồ ngọt của Nhật Bản.